# Francesco Alidosi
Francesco Alidosi (Castel del Rio, 1455 – Ravenna, 24 maggio 1511) è stato un cardinale e condottiero italiano.

## Biografia
(Eugenio Albèri, Relazioni degli ambasciatori veneti al Senato, Firenze, 1846, Serie II, Vol. II, pag. 20.)
Terzo figlio di Giovanni Alidosi, signore di Castel del Rio, dal quale ereditò la signoria assieme ai cinque fratelli. Studiò teologia all'Università di Bologna. Si trasferì poi a Roma dove, sotto il patronato di Girolamo Riario (suo parente), lavorò per papa Sisto IV prima come abbreviatore e poi, dal 1493, come segretario apostolico.
Entrato nei favori del cardinale Giuliano della Rovere, lo accompagnò in Francia. Quando il Della Rovere fu eletto papa col nome di Giulio II, l'Alidosi fu appuntato ciambellano papale, poi tesoriere. Fu nominato vescovo di Pavia (maggio 1505) e quindi ricevette la porpora cardinalizia (7 dicembre 1507). Nel 1506 fu intestato all'Alidosi il comando supremo delle forze pontificie nelle spedizioni contro Perugia e Bologna. Concluse vittoriosamente le campagne, fu ricompensato con la nomina a legato pontificio di Viterbo nel marzo del 1507 e di Bologna il 19 maggio 1508.
Arrivò a Bologna il 9 giugno 1508 (come amministratore apostolico dell'arcidiocesi); a novembre fu richiamato a Roma per consultazioni sull'imminente guerra contro Venezia. Ritornò a Bologna nell'aprile del 1509 e in giugno la sua giurisdizione fu estesa alla Romagna e alle Marche. Adottò una politica fortemente repressiva nei confronti della fazione dei Bentivoglio e per questo fu richiamato a Roma il 5 gennaio 1510, ma era di nuovo al suo posto in marzo.
Il 7 ottobre 1510 venne arrestato da Francesco Maria I della Rovere, duca d'Urbino e comandante delle forze papali, con l'accusa di cospirazione con i francesi; Giulio II rigettò le accuse e lo promosse vescovo di Bologna, carica che l'Alidosi sommò a quella di legato pontificio.

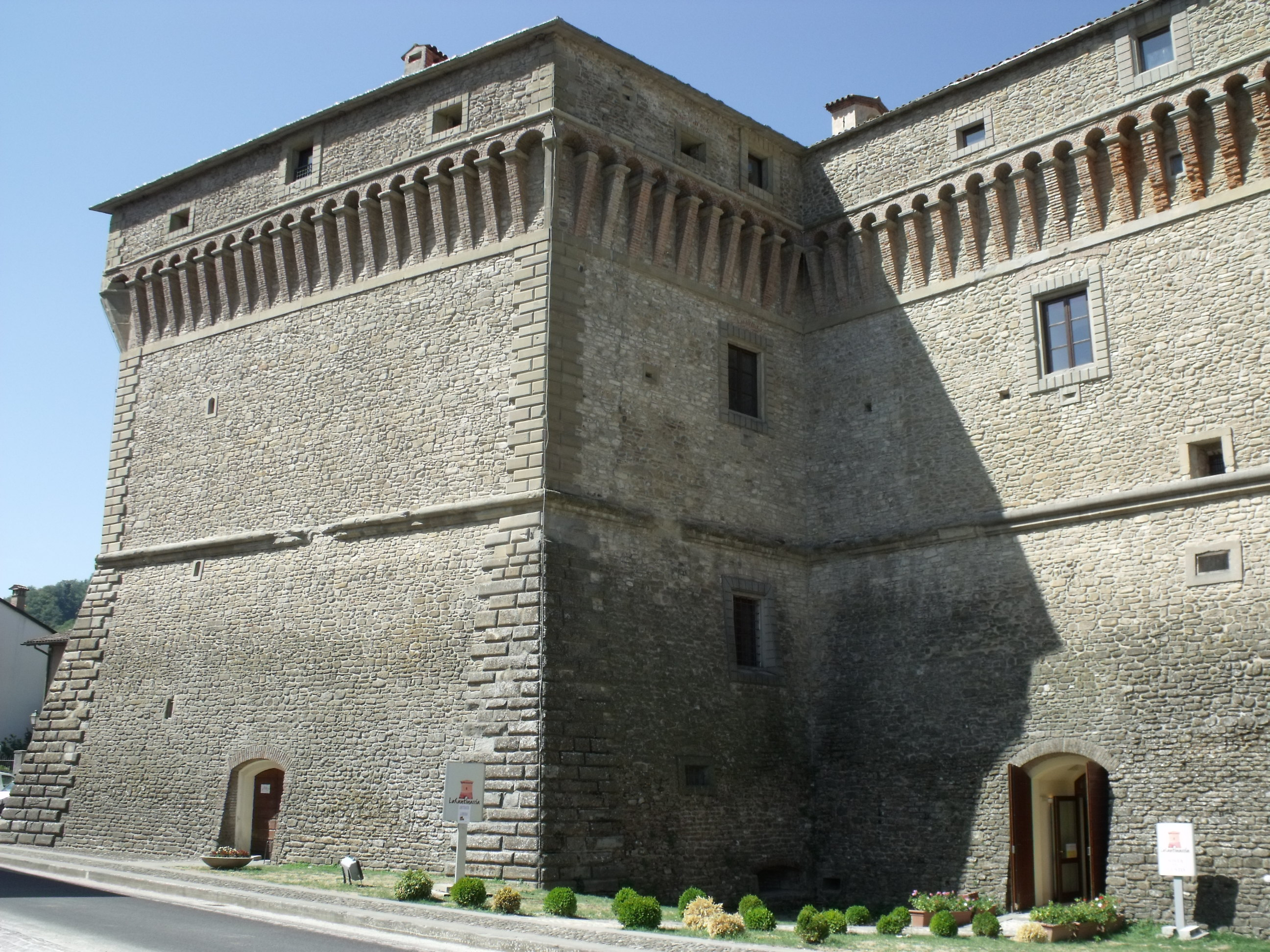
Castel del Rio, palazzo Alidosi

Nel maggio del 1511 Bologna fu conquistata dai francesi (che insediarono Annibale Bentivoglio). L'Alidosi fu costretto alla fuga verso Castel del Rio. Il duca d'Urbino rinnovò le sue accuse contro di lui a Giulio II, che si trovava a Ravenna, e quando il cardinale decise di conferire personalmente con il Papa, la vicenda ebbe un tragico epilogo. La sera del 23 maggio 1511, mentre si recava dal papa, il cardinale fu assalito ed ucciso dal duca d'Urbino.
In via San Vitale, nel centro storico della città, una lapide ricorda l'omicidio. Il suo teschio è conservato in una teca nella Biblioteca Classense.
Per sua volontà vennero intraprese le grandi opere monumentali tuttora presenti sul territorio di Castel del Rio: il Palazzo Alidosi, progettato dal Bramante e il Ponte Alidosi, commissionato a mastro Guerrieri da Imola per 500 scudi d'oro nel 1499, e monumento nazionale dal 1897 (r.d. n. 535 del 20/11/1897). Alla sua morte, la costruzione del Palazzo subì dei rallentamenti e venne infine sospesa per mancanza di fondi; oggi restano due torrioni ed il corpo centrale di quella che in origine doveva essere una rocca a pianta quadrata con quattro torrioni.

## Genealogia episcopale
La genealogia episcopale è:
- Cardinale Guillaume d'Estouteville, O.S.B.Clun.
- Papa Sisto IV
- Papa Giulio II
- Cardinale Francesco Alidosi